# Maksym Krypak
Maksym Serhiyovich Krypak (en ukrainien : Максим Сергійович Крипак), né le 23 mai 1995, est un nageur handisport Ukrainien ayant de légères faiblesses aux jambes (catégorie S10). Il domine très largement sa catégorie dans les années 2010 totalisant aux jeux paralympiques dix titres (cinq titres à Rio en 2016 et cinq à Tokyo en 2020) avec plusieurs records du monde.

## Carrière sportive
Il est né avec des troubles du système musculo-squelettique mais il a commencé à s'entraîner à l'âge de six ans à Kharkiv et a concouru avec des athlètes valides jusqu'à ce que sa déficience se détériore ; il est alors passé à la paranatation.
Champion d'Ukraine en 2015, il débute ses premiers jeux en 2016 et décroche 8 médailles. Il est décoré de l'ordre du mérite pour « avoir obtenu des résultats sportifs élevés aux XVe Jeux paralympiques d'été 2016 à Rio de Janeiro, et démontré courage, dévouement et volonté de gagner, montrant le prestige international de l'Ukraine »
Cinq ans plus tard, ils remportent de nouveau cinq titres en battant deux record du monde (100 mètres dos et 100 mètres papillon)